# Felicity
Felicity este un serial TV American, creat de J. J. Abrams și Matt Reeves. Serialul o fost produs de către studiourile Touchstone Television și Imagine Television pentru rețeaua de televiziune The WB Television Network din Statele Unite. 
Serialul gravitează în jurul experiențelor fictive din anii de facultate ale caracterului, Felicity Porter (interpretată de Keri Russell), pornind de la înscrierile acesteia la Universitatea din New York prin cei patru ani de studenție. Serialul a fost filmat în patru sezoane, începând cu 1998 până în 2002, fiecare sezon corespunzând unui an tradițional de studenție din Statele Unite, respectiv anul întâi - freshman, al doilea an de studenție - sophomore, anul trei - junior  și ultimul an -  senior. Brian Grazer și RonHoward, au fost producători executivi de la studiourile Imagine Entertainment.
În 2007, serialul a fost trecut în lista "Cele mai bune 100 seriale TV din toate timpurile" ale revistei Time.

## Distribuția
- Keri Russell - Felicity Porter
- Scott Speedman - Ben Covington
- Scott Foley - Noel Crane
- Tangi Miller - Elena Tyler
- Amy Jo Johnson - Julie Emrick
- Greg Grunberg as Sean Blumberg
- Amanda Foreman - Meghan Rotundi
- Ian Gomez - Javier Clemente Quintata
- Rob Benedict - Richard Coad
- Donald Faison - Tracy (23 episoade)
- Amy Smart - Ruby (16 episoade)
- Janeane Garofalo - Sally Reardon (doar voce) (14 episoade)
- Sarah-Jane Potts - Molly (14 episoade)
- Amy Aquino - Dr. Toni Pavone (10 episoade)
- Erich Anderson - Dr. Edward Porter (9 episoade)
- Christopher Gorham - Trevor O'Donnell (8 episoade)
- Eve Gordon - Barbara Porter (7 episoade)
- John Ritter - Andrew Covington (7 episoade)
- Lisa Edelstein - Lauren (6 episoade)
- Devon Gummersall - Zach (5 episoade)
- Teri Polo - Maggie (5 episoade)
- Jane Kaczmarek - Carol Anderson (5 episoade)
- Simon Rex - Eli (4 episoade)
- Jennifer Garner - Hannah Bibb (3 episoade)
- Ali Landry - Natalie (4 episoade)
- Keiko Agena - Leila Foster (3 episoade)
- Tyra Banks - Jane Scott (3 episoade)
- Eddie Cahill - James (3 episoade)
- Eddie McClintock - Ryan Crane (2 episoade)
- Jane Lynch - Professor Carnes (2 episoade)
- Ivana Milicevic - Sensa (2 episoade)
- Kevin Weisman - Earl (2 episoade)

## Vizionarea la nivel mondial
Deși serialul Felicity a fost filmat și difuzat în Stathis Unite, el a fost transmis în întreaga lume.
| - Argentina (Sony Entertainment Television, Telefe) - Australia (Seven Network) - Austria (ORF1) - Belgia (VT4) - Brazilia (Sony Entertainment Television, SBT) - Bosnia și Herțegovina (OBN) - Bulgaria (Kanal 1, Nova Television, bTV Cinema) - Canada (CTV, W Network) - Chile (Sony Entertainment Television) - Columbia (Sony Entertainment Television, Canal Uno) - Costa Rica (Sony Entertainment Television) - Croația (HRT) - Cipru (ANT1) - Danemarca (Kanal 5, TV 2 Zulu) - Estonia (TV3) - Egipt (channel 2) - Finlanda (Nelonen) - Franța (TF1) | - Germania (RTL) - Guatemala (Sony Entertainment Television) - Hong Kong (TVB Pearl) - Islanda (Stöð 2) - Irlanda (RTÉ Two) - Israel (Channel 2, Hot 3) - Italia (Rai Due) - Kenya (KTN) - America Latină (Sony Entertainment Television) - Letonia (TV3 Latvia) - Liban (Future Television) - Malaezia (TV2) - Mexic (Sony Entertainment Television) - Maroc (2M TV) - Noua Zeelandă (TV3, Vibe | - Norvegia (TV3) - Filipine (RPN 9) - Polonia (TVP2, TVP3) - Portugalia (RTP1) - Republica Macedonia (Macedonian Radio-Television) - România (TVR1) - Rusia (Sony Entertainment Television) - Serbia (RTS) - Singapore (MediaCorp Channel 5) - Slovacia (TV Markíza) - Slovenia (Kanal A) - Africa de Sud (E.tv) - Spania (Telecinco, Localia, CosmoTV, ClanTV, Cuatro) - Suedia (TV3, TV4) - Turcia (DiziMax, S'nek) - Marea Britanie (ITV2) - Venezuela (Sony Entertainment Television, Televen, Venevisión) |